# Fundação Fernando Leite Couto

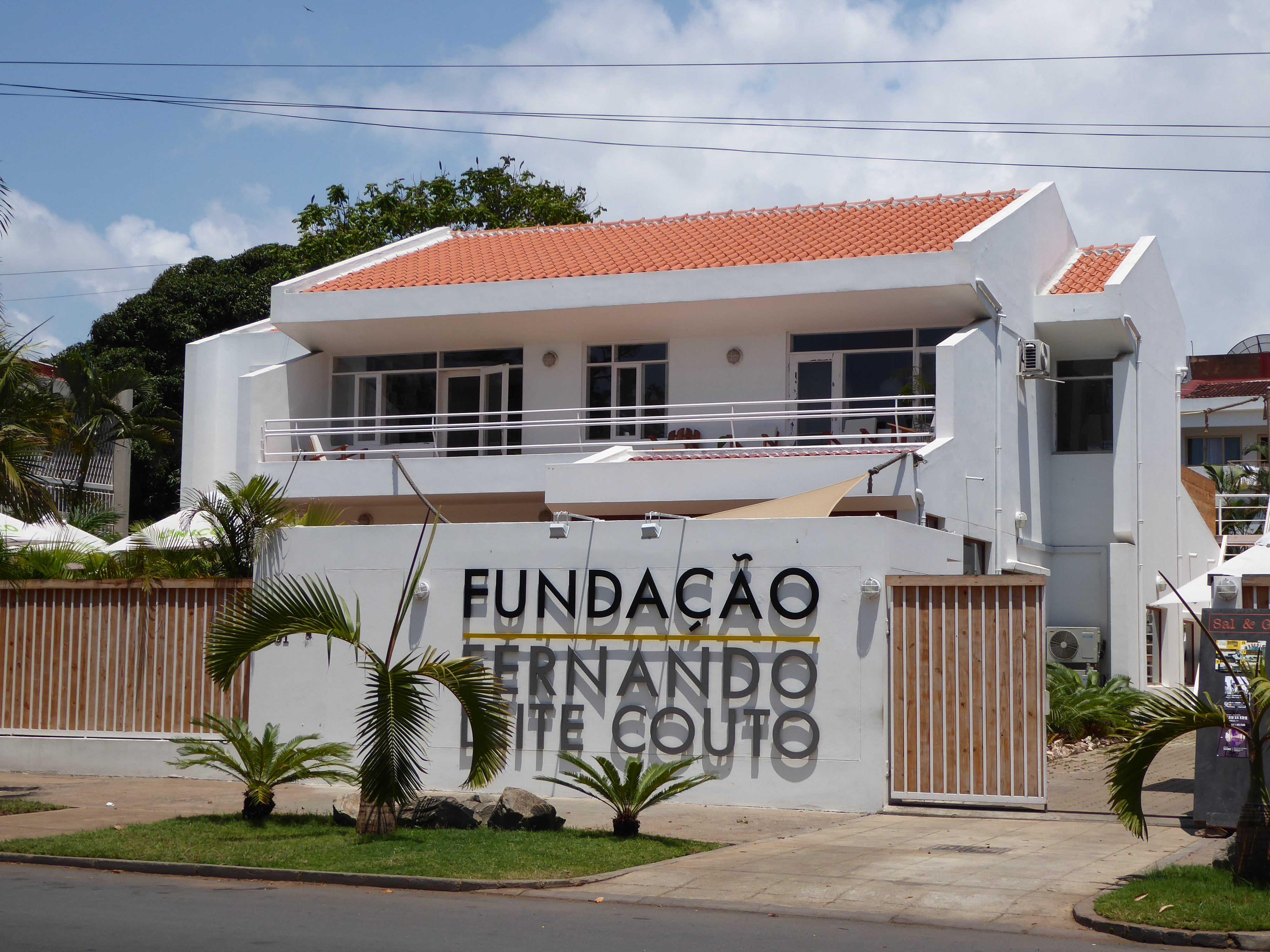
A Fundação Fernando Leite Couto na Avenida Kim-Il Sung 961 no bairro Sommerschield de Maputo

A Fundação Fernando Leite Couto é uma fundação e um centro cultural na capital moçambicana Maputo. A fundação, criada em 2015, tem o nome do autor português-moçambicano Fernando Leite Couto e tem a sua sede num édificio projetado por Pancho Guedes na Avenida Kim-Il Sung 961 no bairro Sommerschield.
Em 2015 Mia Couto, um dos autors mais conhecidos de Moçambique, criou a Fundação Fernando Leite Couto com a ideia de promover as artes, a cultura e a literatura de Moçambique e dar-lhes um espaço na capital moçambicana. A sede foi inaugurada no dia 15 de Abril de 2015 pelos filhos de Fernando Leite Couto, Mia, Fernando Amado e Armando Jorge. A fundação não só organiza eventos, mas também planeia de oferecer bolsas e prémios com a ideia de promover jovens escritores moçambicanos.
A fundação tem uma pequena biblioteca, um pequeno café e também espaços para eventos como conertos, leituras e exposições. Vários artistas, músicos e fotógrafos moçambicanos já presentaram seus trabalhos nos espaços da fundação. Além disso, por exemplo, o fundador Mia Couto também já presentou as suas novas obras na fundação. Entretanto, a Fundação Fernando Leite Couto já se estabeleceu como um espaço cultural importante na capital moçambicana.